# Dolores (Tolima)
Dolores, un municipio situado en el departamento de Tolima, Colombia, se encuentra en la región suroriente, a una distancia de 131,5 km de la ciudad de Ibagué. Además, está a 238,5 km de la capital colombiana, Bogotá D.C. Este pueblo está ubicado al sureste del departamento, en una pequeña meseta ligeramente inclinada de norte a sur, con el imponente cerro de la cruz como su fiel guardián.
En el pasado, Dolores fue conocido como "La Tierra de los Susurros Ahogados". Este título refleja un pasado marcado por una historia turbulenta y violenta, relacionada con episodios oscuros y sombríos. Es uno de los municipios de Colombia que ha experimentado un pasado particularmente difícil y una conexión con eventos macabros.

## Historia

### Reseña histórica
En el preludio de la llegada de Gonzalo Jiménez de Quesada el 5 de junio de 1537, el vasto territorio estaba habitado por los Ambicaes, una comunidad indígena que formaba parte de las tribus Natagaima y Coyaima, arraigadas profundamente en la región.
Las crónicas históricas nos transportan al amanecer del 17 de enero de 1700, cuando los padres agustinos erigieron un modesto caserío en lo que hoy conocemos como el Pueblo de San Antonio Abad del Páramo de los Dolores. Este pequeño enclave, marcado por su devoción religiosa, encarnaba la incipiente presencia humana en el área.
No obstante, el devenir del tiempo y las circunstancias precipitaron un cambio trascendental en el destino de esta comunidad. El 30 de julio de 1857, bajo la dirección del presbítero Luis María Godoy y Sánchez, la población fue reubicada en el emplazamiento actual, desplegando así un nuevo capítulo en su historia.
La trascendental decisión de elevar esta localidad al estatus de municipio fue formalizada mediante la promulgación de la ley del 21 de febrero de 1863. Este hito legal allanó el camino para la inauguración oficial del municipio de Dolores el 1 de enero de 1864, marcando un punto de inflexión en su desarrollo y administración.
Sin embargo, el curso de la historia no se detuvo en ese momento definitorio. La expedición de la Ley 5 de 1883 trajo consigo la delimitación precisa de los confines del distrito de Dolores, estableciendo así un marco jurídico que delimitaba su jurisdicción territorial. Además, la Ordenanza n.º 1 de junio de 1904 detalló meticulosamente los límites con el vecino municipio de Alpujarra, consolidando así la identidad geográfica y administrativa de Dolores en el tejido social y político de la región.

### Dolores: Vínculo con Bogotá

Mapa del distrito capital

El primer Distrito Capital fue establecido como una entidad territorial colombiana según la Ley 17 del 11 de abril de 1905, aprobada por el entonces presidente Rafael Reyes. Este distrito abarcaba el municipio de Bogotá en aquel tiempo, siguiendo los límites del año 1883, con su territorio ampliado en dos ocasiones posteriores. Tras la caída del gobierno de Reyes en 1909, la estructura administrativa que él había instaurado fue revertida, restableciendo la división política vigente en 1905. Con esto, Bogotá dejó de existir como distrito capital y regresó a su estado anterior como municipio de Cundinamarca, para luego recuperar su estatus de distrito capital en 1991.
Durante el periodo comprendido entre 1908 y 1910, el territorio del municipio de Dolores, en el Tolima, pasó a formar parte del Distrito Capital de Bogotá bajo la administración de Rafael Reyes.

### Toma Guerrillera de Dolores
Entre el 16 y el 21 de noviembre de 1999, la guerrilla de las FARC perpetró una toma violenta en Dolores. Este municipio, por su ubicación geográfica, había sido parte de un corredor estratégico para las actividades subversivas durante años. En 2014, se condenó a la Nación por omisión, ya que se sabía con antelación que se estaba coordinando el ataque y no se tomaron las medidas necesarias para proteger la vida de los policías y de los habitantes de Dolores. Durante esa época, varias poblaciones del Tolima fueron atacadas en una de las peores rachas violentas de la historia del departamento.

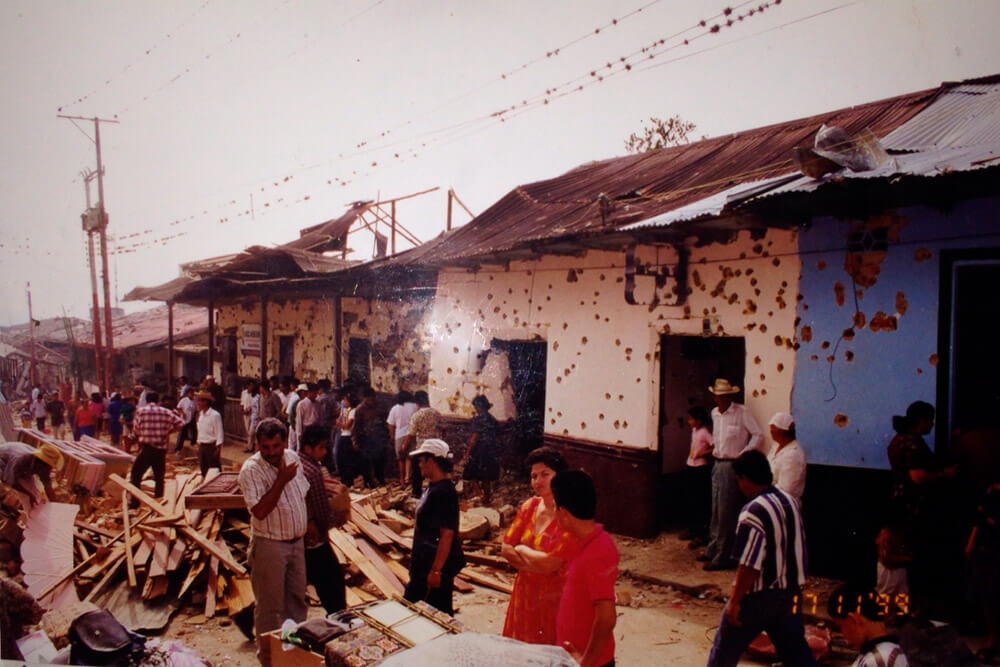
Fotografía de la Toma Guerrillera de 1999, Barrio El Gaitán

Se estima que más de 500 integrantes de las FARC coordinaron una arremetida de considerable escala. Prado, Villarrica y Alpujarra fueron de las localidades más afectadas. Sin embargo, el gran asedio de Dolores en 1999 es considerado uno de los más devastadores, ya que el 70% del casco urbano quedó destruido y hubo más de 30 fallecidos. Este ataque rememora los asaltos en los barrios El Gaitán, Monserrate y El Obrero.
El Viernes Santo de 2003, durante una procesión religiosa, la guerrilla atacó nuevamente a Dolores. Tres personas que participaban en la celebración murieron, entre ellas un menor de 14 años. Cientos de personas quedaron incomunicadas debido a varios carrobombas colocados en las vías de acceso. El municipio sufrió cuatro tomas guerrilleras y más de 30 hostigamientos. A pesar de todo, Dolores ha sabido sobreponerse y hoy muestra una cara diferente, en parte gracias a la pujanza de sus habitantes.

## División político-administrativa

### Cabecera Municipal

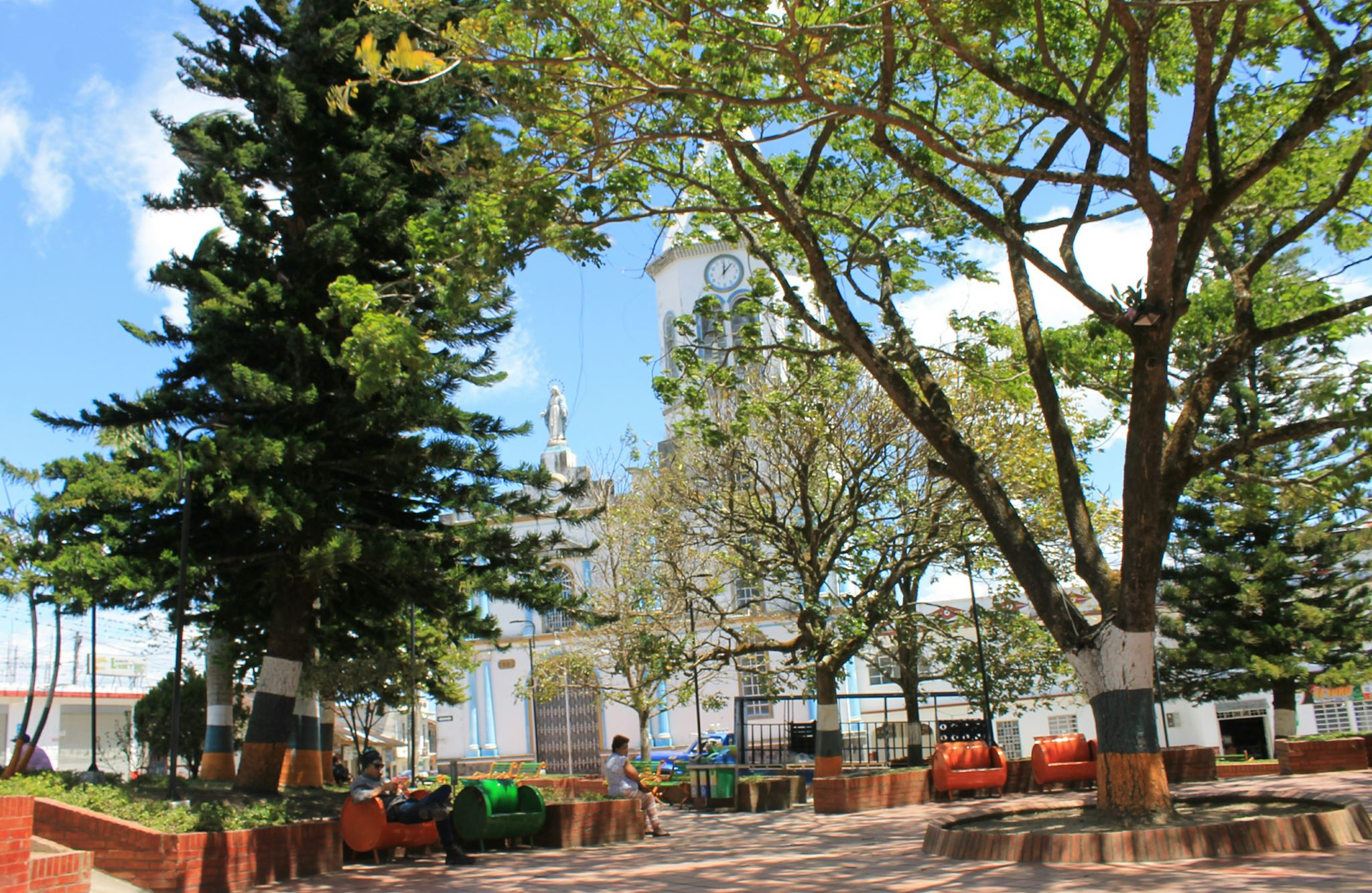
Parque principal de Municipio de dolores.

La Cabecera Municipal de Dolores, reconocida como CAD, se erige como el epicentro autónomo de este territorio, fusionando un papel crucial en los ámbitos económico, histórico y político. Emblemática por ser testigo de gran parte de los acontecimientos históricos más relevantes de Dolores en su reciente pasado, la CAD representa un núcleo estratégico en el tejido socioeconómico y cultural del Suroriente tolimense. Su relevancia radica en su capacidad para articular y catalizar el desarrollo local, así como para preservar la identidad y memoria colectiva de la comunidad dolorense.
En el entramado urbano de la CAD convergen las dinámicas comerciales, administrativas y sociales que configuran el pulso económico del municipio. Desde sus calles hasta sus plazas, se entretejen relaciones comerciales y encuentros ciudadanos que reflejan la vitalidad de este centro. Además, su patrimonio arquitectónico y cultural constituye un testimonio tangible de la historia local, atrayendo tanto a residentes como a visitantes interesados en explorar las raíces y tradiciones de Dolores.
Además, la estratégica ubicación geográfica de la CAD la posiciona como un punto de encuentro y enlace con otras áreas tanto del Suroriente tolimense como del Norte de Huila, una región en auge cercana a la capital huilense, Neiva. Esta condición de conexión privilegiada amplifica su relevancia como centro neurálgico de intercambio comercial, cultural y social entre distintas localidades. Funcionando como un nodo vital en la red de transporte y comunicación, la CAD facilita la fluidez de bienes, servicios e ideas, fomentando la integración y colaboración entre comunidades. Este dinamismo impulsa oportunidades de desarrollo regional, consolidando la Cabecera Autónoma de Dolores como un bastión de progreso y cohesión en el amplio panorama regional.

#### Division Urbana de Cabecera Municipal de Dolores (CAD)

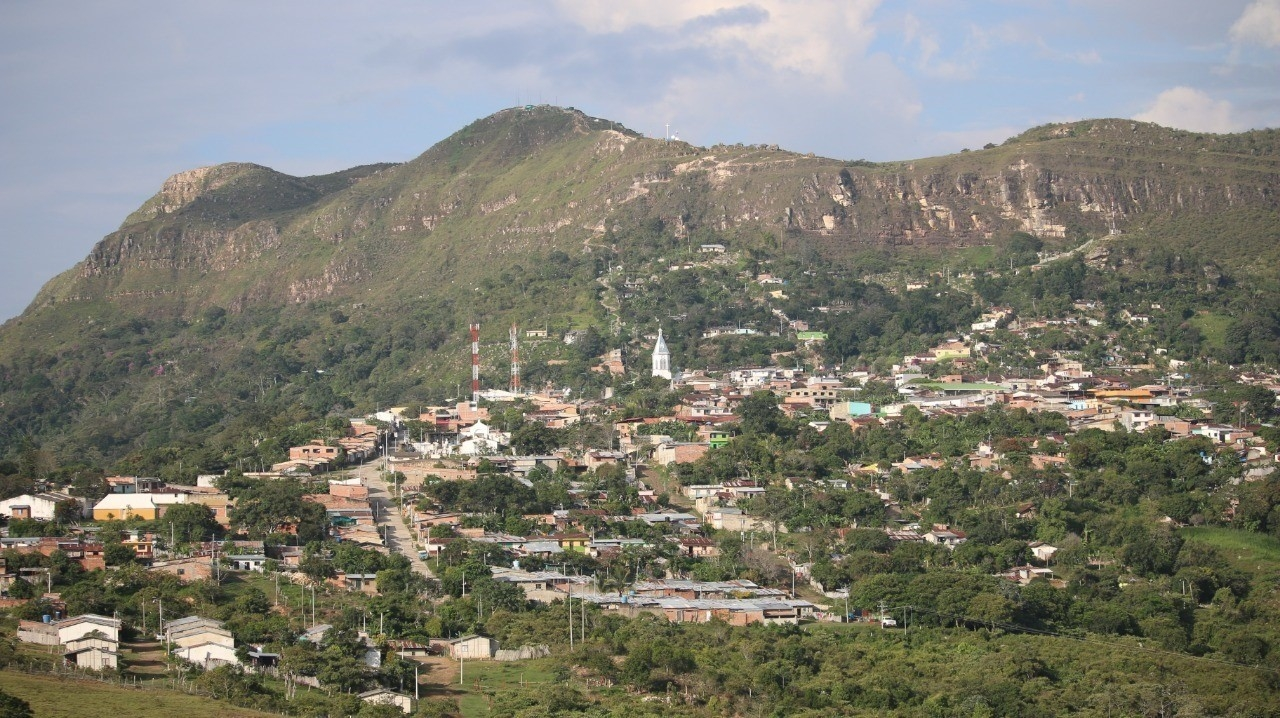
Panorama de Cabecera Autónoma de Dolores. Tomada por Héctor León Hernández Flórez (Jr.) (2015).

La Cabecera Municipal de Dolores, conocida como CAD por sus siglas, presenta una subdivisión en su poblado y territorio, caracterizada por la presencia de diversos barrios. Entre estos se encuentran:
- El Mango
- Monserrate
- La Paz
- Centro
- Jardines del recuerdo
- Porvenir
- San Rafael
- Gaitan
- El Obrero
- Benjamin Herrera
- Santa Alicia
- La Pradera[10]

### División Territorial Rural
La división territorial rural del municipio de Dolores constituye la parte más extensa de la división territorial dentro del municipio, abarcando más del 99.916% de todo su territorio. Esta división de Dolores se organiza en diferentes niveles, comenzando con las veredas como las unidades más pequeñas de división territorial, seguidas por los centros poblados rurales excluyendo la cabecera municipal (CAD). Además, después de las veredas, se encuentran las subregiones, que son conjuntos de veredas que comparten características comunes.

#### Centros Poblados Rurales
Los centros poblados son localidades dentro del territorio del municipio de Dolores que son más pequeñas que la Cabecera Municipal, conocida como CAD (Cabecera Autónoma de Dolores), pero poseen una actividad económica más concentrada en comparación con otras áreas no urbanizadas. Es importante distinguirlos de los corregimientos. Además de su cabecera municipal o CAD, Dolores tiene bajo su jurisdicción los siguientes centros poblados:
- La Soledad
- Los Llanitos
- Rionegro
- San Andrés
- San Pedro
- Bermejo

#### Veredas

Mapa Veredal de Dolores

En el municipio de Dolores, excluyendo la Cabecera Autónoma de Dolores (CAD), se distribuyen 34 veredas a lo largo de su territorio. Cada una de estas veredas presenta una diversidad climática y una biodiversidad natural distintiva. 
| Vereda         | Subregion  | Altitud Promedio (m s. n. m.) | Área (hectaria) | Creación                 |
| -------------- | ---------- | ----------------------------- | --------------- | ------------------------ |
| Ambica         | La Rioja   | 1162                          | 1120            | 17 de agosto de 1963     |
| Bermejo        | E Tercio   | 1062                          | 3776            | 28 de noviembre de 1975  |
| Buena vista    | El Tercio  | 1030                          | 1346            | 28 de octubre de 1991    |
| Colopo         | El Tercio  | 826                           | 1348            | 20 de marzo de 1984      |
| Corinto        | El Tercio  | 950                           | 2451            | 28 de noviembre de 1974  |
| El Café        | Girona     | 1710                          | 823             | 12 de abril de 1992      |
| El Carmen      | Alsancia   | 1848                          | 1868            | 8 de mayo de 1966        |
| El Japón       | La Rioja   | 1824                          | 1824            | 10 de enero de 1965      |
| El Pescado     | La Rioja   | 1303                          | 1124            | Desconocido              |
| El Piñal       | Girona     | 1520                          | 1120            | 20 de diciembre de 1990  |
| Guasimos       | El Tercio  | 736                           | 4029            | 23 de mayo de 1965       |
| Guayacanal     | Verona     | 867                           | 660             | 4 de marzo de 1976       |
| La Caja        | La Rioja   | 1180                          | 4998            | 4 de agosto de 1978      |
| La Guacamaya   | La Rioja   | 1376                          | 471             | 15 de junio de 1965      |
| La Soledad     | Verona     | 1065                          | 1025            | 9 de noviembre de 1964   |
| Llanitos       | Miraflores | 1450                          | 1320            | 11 de septiembre de 1968 |
| Los Mangos     | El Tercio  | 1124                          | 1141            | 13 de agosto de 1971     |
| Palmalosa      | Verona     | 1340                          | 1958            | 4 de marzo de 1976       |
| Palmira        | Girona     | 1567                          | 710             | 13 de marzo de 1993      |
| Palos Altos    | El Tercio  | 1242                          | 1384            | 23 de mayo de 1965       |
| Picachos       | La Rioja   | 1803                          | 1470            | 28 de mayo de 1966       |
| Portachuelo    | La Rioja   | 1506                          | 4912            | 8 de octubre de 1965     |
| Puerto de caña | El Tercio  | 1070                          | 641             | 19 de marzo de 1990      |
| Riachon        | Alsancia   | 2500                          | 7150            | 21 de agosto de 1987     |
| Rionegro       | Verona     | 985                           | 1028            | 20 de agosto de 1964     |
| San Andrés     | Miraflores | 1230                          | 3605            | 20 de noviembre de 1967  |
| San José       | La Rioja   | 1628                          | 3337            | 23 de julio de 1964      |
| San Juan       | Miraflores | 1182                          | 1574            | Desconocido              |
| San Pablo      | Verona     | 1200                          | 1161            | 11 de septiembre de 1967 |
| San Pedro      | Alsancia   | 1408                          | 1331            | 19 de febrero de 1968    |
| Santa Rita     | Miraflores | 1273                          | 3525            | 31 de octubre de 1977    |
| Vegas del Café | Girona     | 1655                          | 825             | 18 de mayo de 1982       |
| Yopo           | El Tercio  | 1116                          | 762             | 20 de mayo de 1981       |
| Macal          | Alsancia   | 1793                          | 1817            | 19 de enero de 1968      |

##### Subregiones
En el municipio de Dolores, existen 5 subregiones que, aunque no son oficialmente reconocidas, algunos ciudadanos de Dolores se sienten identificados con ellas. Estas subregiones están formadas por conjuntos de veredas que comparten características comunes o tienen una historia relacionada, y cada una de ellas cuenta con una vereda central que sirve como punto focal de relaciones.

## Geografía

### Descripción de límites municipales
Dolores está delimitado con los siguientes municipios;
| Noroeste: Prado     | Norte: Prado (Río Negro) | Nordeste: Villarrica. Colombia ( Huila) |
| Oeste: Natagaima    |                          | Este: Colombia ( Huila)                 |
| Suroeste: Alpujarra | Sur: Alpujarra           | Sureste: Colombia ( Huila)              |

#### Especificación
Los límites del Municipio de Dolores se extienden con una precisión que refleja su arraigo en la geografía circundante, delineando un territorio de singular belleza y diversidad. Aquí, la naturaleza es tanto límite como guía, marcando el contorno de esta comunidad con Alpujarra al sur, el Departamento del Huila al oriente, Villarrica, Prado y Purificación al norte, y Natagaima al occidente.
De manera específica, los límites se definen con una minuciosidad que refleja el respeto por el entorno natural y la historia de la región:
- Por el oriente, colindando con el corregimiento de Santa Ana en el Departamento del Huila, se sigue desde los nacimientos de las quebradas el Macal y Comederos, transitando por las mediaciones del Páramo del Sumapaz hasta su entrada en el río Riachon. Este río sigue su curso hasta la desembocadura del río Cabrera, continuando por la quebrada del borrachero hasta el punto donde recibe las aguas de la quebrada de lindero, que luego toma el nombre de los Ángeles. Desde aquí, el límite desciende hasta el alto de la Culebra y el Cerro Cucurucho de Doima.
- Al sur, lindando con el Municipio de Alpujarra, el límite sigue la quebrada del borrachero hasta su nacimiento en la cuchilla de Altamizal. Desde allí, continúa por esta cuchilla hacia el norte hasta llegar al frente del Salado Grande, y luego hasta el nacimiento de la quebrada La Bolsa. Siguiendo esta quebrada aguas abajo, se llega hasta la quebrada de lindero, que luego se convierte en la quebrada de los Ángeles, hasta llegar frente al alto de la Culebra y el Cerro Cucurucho de Doima.
- Por el occidente y norte, lindando con los Municipios de Natagaima y Prado, el límite sigue una ruta que atraviesa diversas elevaciones y valles. Desde el último punto, se dirige en línea recta al filo del valle, siguiendo este filo hacia el norte hasta llegar al filo de los Colorados, continuando en línea recta hasta la Piedra de Jaste. Desde aquí, se traza una ruta que pasa por los Medios Chiquitos hasta llegar al punto donde se encuentran las quebradas de Colopito y Yavi. Se sigue por la quebrada Yavi hasta encontrar una zanja seca cerca de los Llanos de los Curos, continuando por esta zanja hasta el cerro de la Laguna y luego en línea recta hasta llegar al llano de los Reyes. Desde este punto, se sigue por el cerro del mismo nombre hasta las Cuevitas, continuando por las zanjas de las Cuevitas hasta su desembocadura en la quebrada de Ata, la cual se sigue hasta su nacimiento en la montaña de Malta. Finalmente, se sigue en la misma dirección hasta encontrar el río Negro, y desde allí se delinea el límite lindando con los Municipios de Prado, Purificación y Cunday hasta llegar a las montañas del Páramo del Sumapaz, desde donde se continúa en dirección oriente hasta encontrar los nacimientos de las quebradas de Macal y Comederos.

### Descripción física
El Municipio de Dolores, un rincón pintoresco y encantador, se erige majestuoso a una distancia de 131,5 km al suroeste de Ibagué, la distinguida capital del Tolima, y a 238,5 km al occidente de Bogotá, la bulliciosa capital de Colombia.
Situada en el sureste del Tolima, esta comunidad reposa sobre una pequeña meseta ligeramente inclinada de norte a sur, resguardada por el imponente cerro de la Cruz. Esta elevación marca el final de la serranía de la Guacamaya, que actúa como un escudo contra las ráfagas huracanadas, tan comunes durante los meses de verano.
El territorio de Dolores se caracteriza por su topografía montañosa, con su cabecera municipal o CAD ubicada en las coordenadas 3°33′25″ de latitud norte y 74°54′5″ de longitud oeste, a una altitud de 1445 metros sobre el nivel del mar. El clima, templado y agradable, registra una temperatura promedio de 22 °C, con máximas que alcanzan los 28 °C.
Las montañas que rodean esta localidad son verdaderas joyas naturales. Destacan entre ellas La Cuchilla de Altamizal, Las Cuchillas de Cañaveral, La Travesía, Las Mesetas y Las Pailas, el majestuoso Cerro Bandolero, Los Altos de los Colorados y Rionegro. Esta diversidad de relieves da lugar a una variada gama de climas, convirtiendo a Dolores en un destino acogedor y atractivo para los amantes de la naturaleza.
El municipio se beneficia de una rica red hidrográfica, alimentada por los caudalosos ríos Cabrera, Río Negro y Riachón, así como por numerosas corrientes menores que serpentean por sus tierras.
Esta tierra bendecida se divide en diferentes pisos térmicos que la dotan de una riqueza paisajística y climática incomparable:
- Cálido: 107 km²
- Medio: 383 km²
- Frío: 130 km²
- Páramo: 52 km²

Dolores, con su escenario montañoso, sus ríos serpenteantes y su clima diverso, es mucho más que un municipio; es un paraíso natural que invita a ser explorado y admirado en cada rincón

## Economía Municipal
El municipio depende del cultivo del café, pero recientemente se han descubierto importantes yacimientos de petróleo en sus suelos que aún no han sido explotados. También es un importante renglón la ganadería. Actualmente existe dos importantes procesadoras de queso crema en la región las cuales distribuyen este producto en Bogotá y otras ciudades.
En este municipio se dan otras frutas como la naranja, mandarina y limón.

## Símbolo

### Bandera de Dolores

Bandera de Dolores

Constituida por tres franjas de igual tamaño en blanco, violeta y naranja, de arriba hacia abajo, este trabajo es presentado por el estudiante JAVIER FERNANDO LUNA RODRÍGUEZ, del octavo grado de bachillerato del colegio Antonia Santos de esta localidad. La descripción de la bandera es la siguiente:
La franja blanca simboliza la paz, un principio fundamental que debe caracterizar al Municipio de Dolores, permitiendo la integración social, étnica, política, cultural y religiosa de todos sus habitantes.
La franja central, de color violeta, representa nuestro emblemático Gualanday, que en su florecimiento se viste de lila y en su follaje en flor forma un tapiz que cubre los senderos de nuestro terruño, invitándonos a la convivencia pacífica, basada en la tolerancia, la igualdad y la solidaridad del pueblo Doloreños.
La franja anaranjada simboliza la riqueza de nuestro suelo, que nutre su exuberante vegetación, y evoca la tradición folclórica de nuestros ancestros, cuyos cánticos exaltan la grandeza del paisaje cuando florece majestuoso, al igual que los gualandayes y cámbulos de la región.
Así, los colores blanco, violeta y naranja se fusionan en nuestra bandera, representando la equidad, la igualdad y la unidad en la diversidad de la ciudadanía del Municipio de Dolores.

### Escudo de Dolores

Escudo de Dolores

Compuesto por una cinta superior con un fondo blanco crema, bordeado en café y letras rosadas que forman la frase "Nuestra Gente", rodeado por un contorno amarillo con el lema alusivo a Dolores en letras rosadas que dicen "Gallardía - Cultura - Abnegación". En la parte superior externa, con un fondo verde, se encuentran las letras rosadas sobre el mapa de Dolores. Este diseño fue presentado en vida por el señor Licenciado ERNESTO LEON MUÑOZ, quien en su momento ejercía como director del Núcleo Rural de San José de este Municipio.

### Himno de Dolores
El "¡Oh dolores, por tu gracia!", compuesto por un coro y ocho (8) estrofas, con letra y música creadas por la señora LUZ FANNY GONZALES DE HOYOS, quien es nativa de este pueblo, y arreglado por el maestro HUMBERTO JARAMILLO GUZMÁN.
.CORO
Oh Dolores, por tu gracia,
La luna te contempló,
Y el sol con sus fulgores,
Radiante te iluminó.
II
El sitio ella lo escogió
Y con su nombre quedó,
Con cerros los protegió
Y con sus arroyos bañó.
III
De pastos está cubierta
La mitad de la extensión,
Y cafetales floridos
Enriquecen la región.
IV
Al contemplar la belleza
De este pueblo encantador,
Reflejo la pureza
De grandes gentes de honor.
V
Las palomas de la torre,
Igual que en la capital,
Símbolo son de paz
Que debemos alcanzar.
IV
Y las aves nos deleitan
Con sinfonías de amor,
Y las flores con su aroma
Engalanan el verdor.
VII
Las fiestas tradicionales
Como son la patronal,
También San Juan y San Pedro
Nos dan alegría vital.
CORO
VIII
Con clima fresco y amor
Y un ambiente acogedor,
Recibe a los visitantes
De todita la nación.
CORO

### Cultura y medios de comunicación
Dolores cuenta con una importante tradición en medios comunitarios que se remonta a mediados del siglo XX. En 1954 surgió "La Voz del Pueblo", un sistema de altoparlantes instalado en el parque principal, donde los fundadores Héctor Hernández Navarro, Héctor Osorio y Rosana Duarte Hernández transmitían música, complacencias, mensajes comunitarios e información de interés general. Esta experiencia pionera sentó las bases de una identidad sonora local profundamente enraizada. Una de las anécdotas más recordadas de esa época ilustra la potencia cultural del proyecto sonoro y cultural: en una ocasión, durante la misa dominical, las transmisiones de “don Héctor” interferían con el sermón al punto que el sacerdote decidió terminar anticipadamente la ceremonia y dijo a los feligreses que fueran a continuarla “con el ruido de don Héctor”. Así, de manera involuntaria, la iglesia perdió el monopolio sonoro del pueblo, dando paso a una nueva forma de ocupación simbólica del espacio público a través de la comunicación popular. 
Uno de sus cofundadores, Héctor Hernández Navarro, fue un radiotécnico y electricista empírico, melómano y comunicador popular, quien junto a su esposa impulsó el uso de la tecnología al servicio de la comunidad. También se desempeñó como jefe de la planta eléctrica del municipio, director local de Correos de Colombia (hoy 4-72), y oficial municipal del HIMAT (hoy IDEAM). En el ámbito político, participó activamente en el movimiento liberal, tanto en el nivel municipal como departamental. Su legado técnico, comunicativo y político dio origen a una familia radialista, reconocida en Dolores y otras regiones del Tolima.
Por su parte, Rosana Duarte Hernández, también cofundadora y muy recordada por los shows en vivo como “Cante si Puede” y “Rondando estrellas”, como por el programa estrella de la emisora: “Amanecer Campesino”. Fue concejal del municipio y una destacada promotora cultural. Participó activamente en procesos cívicos y comunitarios, y compuso un vals-bunde para el concurso de selección del himno oficial del municipio. Aunque su obra obtuvo el segundo lugar, se recuerda con afecto por su calidad artística y su conexión con el sentir popular. La decisión final se vio influenciada por preferencias políticas e internas del jurado de la época.
A partir de la década de 1970, esa tradición se consolidó con el nacimiento de Radio Altamizal, emisora comunitaria que operó inicialmente en la frecuencia 1520 kHz en AM. Su programación incluyó contenidos culturales, educativos y de interés público, y por momentos estuvo afiliada a cadenas como Radio Cadena Súper y Caracol Radio, sin perder su carácter comunitario. Desde los años 80, los transmisores y la antena repetidora fueron trasladados a un cerro ubicado en el extremo sur del casco urbano, en límites con las veredas El Yopo, Bermejo y Corinto Malnombre. La imponente antena se convirtió en un ícono visible entre los cerros.
Radio Altamizal no solo fue un medio de comunicación, sino también el epicentro de un movimiento cultural local que dinamizó la vida artística y social del municipio. A su alrededor surgieron iniciativas como la primera discoteca del pueblo, Grill Pacandé, y el Grupo de Teatro Experimental El Cepillo, espacios que ampliaron las posibilidades de expresión y encuentro comunitario. Más de una veintena de doloreños participaron activamente de este proceso radial y comunicación popular, incluyendo figuras como el exsenador de la República Jairo Rivera Morales, quien encontró en la radio un espacio de formación y proyección. En palabras del liberal: “Siempre admire el espíritu quijotezco con el que Hector y Rosana asumieron el ejercicio de la radiodifusión. Muchos años antes, sin valerse de la magia de las ondas hertzianas, Héctor había creado “La Voz del Pueblo”, un altoparlante a través del cual se trasmitían noticias, canciones, dedicatorias, complacencias y servicios sociales. Había sido el inicio de una serie interminable de realizaciones entorno a la obsesión de comunicarse con la gente y prestar un servicio necesario sobre todo en aquellos parajes tan lejanos de nuestra geografía. La potencia de las transmisiones no pasaba de 1 kilovatio pero Radio Altamizal tenía un alcance hasta Alpujarra, Prado, Natagaima, Colombia (Huila) en sus zonas rurales".
En 2005, debido al escalamiento del conflicto armado entre 1996 y 2005, y la pérdida de la licencia ante el Ministerio de Comunicaciones con el fallecimiento de su director como titular, la emisora salió del aire. El municipio experimentó una fuerte despoblación, la economía local se deterioró y no hubo sostenibilidad financiera ni pauta comercial suficiente para mantener la operación radial.
Durante ese periodo, el Cerro de La Cruz y el Punto La Antena —donde funcionaban los transmisores, las cabinas radiales y la antena repetidora de Radio Altamizal— fueron ocupados con campamentos por parte de diversos actores armados, tanto legales como ilegales. Esta ocupación constituyó una grave infracción al Derecho Internacional Humanitario, al tratarse de bienes civiles con una función comunicativa y cultural de alta relevancia para la comunidad. Según documenta el informe La Guerra en Movimiento de DeJusticia (2021, p. 131) presentado ante la Jurisdicción Especial para la Paz, ambos puntos fueron usados estratégicamente en el marco de la confrontación armada, vulnerando los principios de distinción y protección del DIH, y afectando de manera directa el tejido social y la memoria sonora del municipio. Finalmente, aunque la antena fue desmontada, el último cerro al sur del casco urbano continuó siendo conocido hasta hoy como "La Antena" entre los pobladores, símbolo de la memoria sonora de Dolores.
Tras casi dos décadas de silencio, en 2020 el proyecto Altamizal Memoria y La Antena: Casa de la Memoria y la Radio retoman ese legado. Este espacio comunitario es en sí mismo un lugar de memoria que integra un proyecto museográfico, estudios de grabación, una sala de memoria sonora, un laboratorio de creación, un café y cocina para no olvidar, senderos naturales con estaciones de escucha y lectura al aire libre. Radio Altamizal y La Antena aunque ausentes del dial por muchos años y sin antena, nunca desaparecieron de la memoria colectiva del pueblo ni de los tolimenses, —incluso en Ibagué—hoy se proyecta como motor cultural, educativo y turístico en la región, promoviendo a Dolores como un "Destino de Sonoro, Destino de Paz” o “Dolores para no olvidar”.

## Administración Pública Municipal de Dolores

### Alcaldía Municipal de Dolores
La administración pública central de Dolores está encabezada por la Alcaldía, actualmente dirigida por la Dr. john armando vergel rodriguez. Su mandato abarca un periodo de cuatro años, desde el año 2024 hasta el 2027. Bajo su liderazgo, se impulsa el lema "Pueblo Vivo", reflejando el compromiso de revitalizar y fortalecer la comunidad a lo largo de su gestión.

#### Gabinete de Gobierno

##### Alcalde
| Alcade                        | Periodo            | Periodo     |
| Alcade                        | Inicio             | Fin         |
| ----------------------------- | ------------------ | ----------- |
| John Armando Vergel Rodríguez | 1 de enero de 2024 | en el cargo |

##### Secretarías
| Secretaría                                                                 | Nombre                             | Periodo            | Periodo     |
| Secretaría                                                                 | Nombre                             | Inicio             | Fin         |
| -------------------------------------------------------------------------- | ---------------------------------- | ------------------ | ----------- |
| Secretaría general y de gobierno                                           | Luis Fernando Rincón Roa           | 1 de enero de 2024 | en el cargo |
| Secretaría de salud, desarrollo Social y comunitario                       | Marta Viviana Garzón               | 1 de enero de 2024 | en el cargo |
| Secretaría de planeación                                                   | Jefferson Andrés Selpúlveda Fierro | 1 de enero de 2024 | en el cargo |
| Secretaría de hacienda y tesorería                                         | Jenny Alexandra Pérez Rodríguez    | 1 de enero de 2024 | en el cargo |
| Secretaría de desarrollo agropecuario, gestión de riesgos y medio ambiente | Judy Gabriela Bogotá Tapia         | 1 de enero de 2024 | En el cargo |

##### Dependencia
| Dependencia                        | Nombre                   | periodo            | periodo     |
| Dependencia                        | Nombre                   | inicio             | fin         |
| ---------------------------------- | ------------------------ | ------------------ | ----------- |
| Inspectora de policía              | Luisa Marcela Prada Ruiz | 1 de enero de 2024 | En el Cargo |
| Secretaría de comisaría de familia | Sandra Flórez Peralta    | 1 de enero de 2024 | En el Cargo |

### Lista de alcaldes desde 1988
A partir del año 1988, se estableció un cambio significativo en el sistema de gobierno local en Colombia, donde todos los municipios comenzaron a elegir democráticamente a sus alcaldes mediante elecciones populares. Este cambio marcó un hito en la historia política del país, otorgando a las comunidades locales la capacidad de seleccionar a sus líderes municipales de manera directa y participativa.
En el caso específico de Dolores, este proceso democrático trajo consigo una serie de transformaciones en la dinámica administrativa y política de la localidad. A lo largo de los años, diversos ciudadanos han asumido el cargo de alcalde, ejerciendo sus funciones con el respaldo y la confianza de la comunidad.
Los alcaldes de Dolores, elegidos mediante el voto popular, han desempeñado un papel crucial en el desarrollo y el progreso del municipio, trabajando en estrecha colaboración con los habitantes y las instituciones locales para impulsar iniciativas que beneficien a la comunidad en su conjunto.
- 1988-1990: Ángel Antonio Penagos
- 1990-1992: José H. Gonzáles García
- 1992-1994: Carlos Román González
- 1995-1997: Luis Eduardo Trujillo
- 1998-2000: Germán Ignacio Vargas Tarquino
- 2001-2003: Mercedes Ibarra Vargas
- 2004-2007: José Arbery Hoyos Luna
- 2008-2011: César Giovanny Herrera Peña (I periodo)
- 2012-2015: Carlos Alberto Torres González
- 2016-2019: Gelman Betancourt Ramírez
- 2020-2023: César Giovanny Herrera Peña (II periodo)
- 2024-2027: John Armando Vergel Rodríguez

### Concejo Municipal de Dolores
El concejo de Dolores tiene su sede en la Cabecera Autónoma de Dolores y constituye el órgano legislativo del municipio de Dolores. Está conformado por un total de 9 concejales, quienes desempeñan un papel en la elaboración y aprobación de normativas locales, así como en la fiscalización de la gestión administrativa del alcalde y el desarrollo de políticas públicas.
| Concejales                 | Partido                  | Voto | Cargo          |
| -------------------------- | ------------------------ | ---- | -------------- |
| Mónica Liliana Obando Díaz | Partido Liberal          | 117  | Miembro        |
| Gustavo García Galindo     | Partido ASI              | 100  | Miembro        |
| Víctor Rodríguez           | Nueva Fuerza Democrática | 149  | Presidente     |
| Cristian Pradilla          | Partido Alianza Verde    | 196  | Miembro        |
| Pedro Wilson Hernández     | Partido Conservador      | 145  | Miembro        |
| Yineth Osorio González     | Partido En Marcha        | 101  | Vicepresidenta |
| Samuel Jiménez             | Partido Cambio Radical   | 191  | Miembro        |
| Oscar Benavides            | Partido MAIS             | 126  | Miembro        |
| Diego Conde                | Partido Alianza Verde    | 1071 | Vicepresidente |

Nota: El concejal Diego Conde obtuvo su cargo al quedar en segundo lugar en las elecciones para alcalde del año 2023.

## Servicios públicos
- Energía Eléctrica: Celsia, es la empresa prestadora del servicio de energía eléctrica.
- Gas Natural: Alcanos de Colombia es la empresa distribuidora y comercializadora de gas natural en el municipio.